# إقفال الرادار (الإغلاق على الهدف)

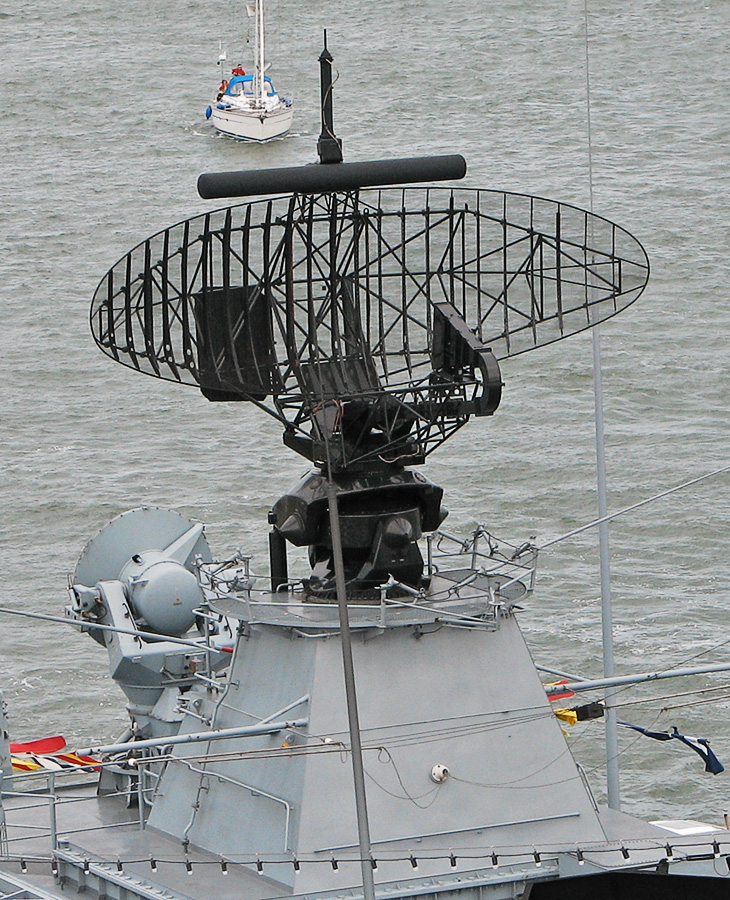
رادار البحث (الطبق الأسود الكبير) والرادار المنير (الطبق الرمادي الصغير) على متن فرقاطة ألمانية

الإقفال  هو سمة من سمات العديد من نظم الرادار التي تتيح لها تتبعاً تلقائياً للهدف المحدد. وأدخلت هذه الميزة لأول مرة للرادار AI Mk. IX radar في المملكة المتحدة، ولكن أول استخدام لها على نطاق واسع كان في الرادار الأرضي  SCR-584 radar الأمريكي وقد أظهر الأخير القدرة على تتبع أي هدف جوي «تقريبا» بدءاً من الطائرات إلى قذائف المدفعية.
وفي عصر ما بعد الحرب العالمية الثانية، أصبح المصطلح يستخدم على نطاق أوسع فيما يتعلق بمفاهيم توجيه الصواريخ. وتستخدم العديد من الصواريخ المضادة للطائرات الحديثة شكلاً من أشكال التوجيه شبه النشط بالرادار، حيث يصغي باحث الصاروخ لانعكاسات الرادار الرئيسي للمنصة. ولتوفير إشارة مستمرة، يقوم الرادار بالإقفال (الإغلاق) على الهدف، متتبعاً إياه طوال رحلة الصاروخ.
في الأنظمة الرادارية الأقدم -خلال الثمانينات-  كان يتم الإقفال عادة بمساعدة تغيير في خصائص إشارة الرادار، وغالباً عن طريق زيادة تردد تكرار النبضات. وقد أدى إلى إدخال أجهزة استقبال التحذير الراداري التي من شأنها أن تلاحظ هذا التغيير وتقوم بتقديم إنذار مسموع إلى المشغل (الطيارفي العادة). وعادة ما يتم تنبيه الطيار أو مُشغل الصواريخ إلى الإقفال الصاروخي  بواسطة نغمة مسموعة، أو عبر شاشة عرض (هود)، أوشاشة مثبتة بالخوذة.

## أنواع التوجيه

### توجيه راداري نشط
وهو إحدى طرق توجيه الصواريخ وفيها يحتوي رادار الصاروخ جهازي الإرسال والاستقبال (على النقيض من التوجيه الراداري شبه النشط والذي يستخدم جهازالاستقبال فقط) والالكترونيات اللازمة للعثور على، وتتبع هدفها بشكل مستقل. ورمز الناتو المختصر لإطلاق صاروخ جو-جو ذو توجيه راداري نشط هو FOX.

### توجيه راداري شبه نشط
مع منظومة توجيه راداري شبه نشط، تقوم منصة الإطلاق باكتساب الهدف بواسطة رادار البحث. ثم يتم تشغيل الصاروخ بينما يقوم رادار المنصة المنير Illuminator Radar «بإضاءة» الهدف له. و المنير هو جهاز إرسال الرادار بحزمة أشعة ضيق ومركزة والتي قد تكون منفصلة عن رادار البحث ويمكن توجيهها إلى هدف باستخدام المعلومات المتوفرة من رادار البحث. وعندما يكون الرادار السلبي لنظام التوجيه بالصاروخ قادر على «رؤية»/الكشف عن موجات الراديو المنعكسة من الهدف، يتم تحقيق الإقفال ويكون السلاح جاهز للإطلاق.

### توجيه بالإشعاع السلبي
إن العديد من الصواريخ الموظِفة للتوجيه بالإشعاع السلبي يمكن أن تتحول بالتأثير إلى صواريخ مضادة للإشعاع وتتوجه «سلبياً» نحو الهدف طالما أن الهدف لا يحاول استخدام تشويش الضوضاء. 
وهذا ما يجعل مثل هذه الصواريخ عمليا في مأمن من تشويش الضوضاء.
و بما أن لديهم بالفعل جهاز استقبال الرادار على متن الطائرة، فإن إضافة هذه الخاصية لن تكون بالأمر الصعب. (على الأقل، فإنه يتطلب منطق معالجة إضافية والقليل من الأجهزة الإضافية).

### توجيه بالأشعة تحت الحمراء
في هذا السيناريو، فإن الهدف في حد ذاته يوفر انبعاثات (الأشعة تحت الحمراء)  التي يمكن رصدها بصاروخ موجه بالأشعة تحت الحمراء، ويتم الإقفال عند تشغيل الصاروخ وحين يكون قادراً على «رؤية» البصمة الحرارية «تحت الحمراء» للهدف.

## الكشف بواسطة الهدف
قد يصبح الهدف المراد الإقفال عليه على بينة من حقيقة أنه مستهدف بنشاط بفضل الانبعاثات الكهرومغناطيسية لنظام التتبع، وخاصة «المنير» Illuminator. حيث سيظهر تنبيه للهدف يشير إلى أن الصاروخ قد يكون على وشك الإطلاق.